# Георгій Гочолейшвілі
Георгій Гочолейшвілі (груз. გიორგი გოჩოლეიშვილი, нар. 14 лютого 2002, Кутаїсі) — грузинський футболіст, правий захисник донецького «Шахтаря» та збірної Грузії.

## Клубна кар'єра
Є вихованцем клубу «Сабуртало» (Тбілісі). 13 вересня 2020 року дебютував за основну команду клубу у матчі чемпіонату Грузії проти «Мерані» 0:0, а з сезону 2021 року став основним правим захисником команди.
Гочолейшвілі допоміг команді стати володарем Кубка Грузії 2021 року, зігравши в тому числі у фінальній грі 8 грудня 2021 проти «Самгуралі» (Цхалтубо), яку його команда виграла 2:0. Всього Георгій Гочолейшвілі провів за головну команду «Сабуртало» 85 матчів в усіх турнірах, забив 8 м'ячів і зробив 12 гольових передач.
У листопаді 2022 року підписав п'ятирічний контракт з донецьким «Шахтарем». За даними порталу Transfermarkt, «гірники» заплатили за 21-річного футболіста один мільйон євро.
2 квітня 2022 року у 19 турі Української Прем'єр-Ліги сезону 2022/23 забив свій перший м'яч за Шахтар на 19-й хвилині у ворота одеського «Чорноморця» (2:2).
Влітку 2024 приєднався до складу «Копенгагена» на правах оренди.

## Виступи у збірній
З 2021 по 2022 рік Георгій Гочолейшвілі виступав за молодіжну збірну Грузії до 21 року, за яку провів 7 ігор і забив 1 гол.
У листопаді 2022 року вперше був викликаний до національної збірної Грузії тренером Віллі Саньолем. 17 листопада захисник дебютував у її складі під час товариського матчу проти Марокко, вийшовши в основному складі. Гочолейшвілі зіграв всю гру, а його команда програла з рахунком 0:3.

## Статистика виступів

### Статистика виступів за збірну
Станом на 7 червня 2025 року
| Дата       | Місто      | Господарі | Результат | Гості             | Турнір                               | Голи | Примітки  |
| ---------- | ---------- | --------- | --------- | ----------------- | ------------------------------------ | ---- | --------- |
| 17-11-2022 | Шарджа     | Марокко   | 3 – 0     | Грузія            | товариський матч                     | -    |           |
| 25-3-2023  | Батумі     | Грузія    | 6 – 1     | Монголія          | товариський матч                     | -    |           |
| 28-3-2023  | Батумі     | Грузія    | 1 – 1     | Норвегія          | Відбір до ЧЄ 2024                    | -    | 70' 90+4' |
| 17-6-2023  | Ларнака    | Кіпр      | 1 – 2     | Грузія            | Відбір до ЧЄ 2024                    | -    | 74'       |
| 20-6-2023  | Глазго     | Шотландія | 2 – 0     | Грузія            | Відбір до ЧЄ 2024                    | -    | 56' 68'   |
| 8-9-2023   | Тбілісі    | Грузія    | 1 – 7     | Іспанія           | Відбір до ЧЄ 2024                    | -    | 77'       |
| 12-9-2023  | Осло       | Норвегія  | 2 – 1     | Грузія            | Відбір до ЧЄ 2024                    | -    | 46'       |
| 19-11-2023 | Вальядолід | Іспанія   | 3 – 1     | Грузія            | Відбір до ЧЄ 2024                    | -    | 78'       |
| 7-9-2024   | Тбілісі    | Грузія    | 4 – 1     | Чехія             | Ліга націй УЄФА 2024-2025 - 1-й етап | -    | 75'       |
| 16-11-2024 | Батумі     | Грузія    | 1 – 1     | Україна           | Ліга націй УЄФА 2024-2025 - 1-й етап | -    | 67' 70'   |
| 19-11-2024 | Оломоуць   | Чехія     | 2 – 1     | Грузія            | Ліга націй УЄФА 2024-2025 - 1-й етап | -    | 79'       |
| 20-3-2025  | Єреван     | Вірменія  | 0 – 3     | Грузія            | Ліга націй УЄФА 2024-2025 - плей-оф  | -    | 75'       |
| 5-6-2025   | Тбілісі    | Грузія    | 1 – 0     | Фарерські острови | товариський матч                     | -    |           |
| 7-6-2025   | Кутаїсі    | Грузія    | 1 – 1     | Кабо-Верде        | товариський матч                     | -    | 78'       |
| Усього     |            | Матчів    | 14        |                   | Голів                                | 0    |           |

## Титули та досягнення
«Сабуртало»
- Володар Кубка Грузії (1): 2021

«Шахтар»
- Чемпіон України (2): 2022-23, 2023-24
- Володар Кубка України (1): 2023-24

«Копенгаген»
- Чемпіон Данії (1): 2024-25
- Володар Кубка Данії (1): 2024-25